# Christian Meyer (Schauspieler)
Christian Meyer (* 31. August 1982 in Dresden) ist ein deutscher Schauspieler.

## Leben
Christian Meyer wurde 1982 in der DDR im Friedrichstädter Krankenhaus zu Dresden geboren.
Er entstammt einer Ingenieursfamilie. Nach der Wiedervereinigung zog es Christians Vater Anfang des Jahres 1992 beruflich in den Raum Frankfurt am Main, wodurch er ab seinem 10. Lebensjahr in einem Vorort Frankfurts aufwuchs und seine restliche Schulzeit verbrachte.
Die Christian-Wirth-Schule, auf der er sein Abitur im Jahre 2002 machte, war es auch, die ihn früh im Alter von 13 Jahren für die Bühne entdeckte und fortan förderte, u. a. auch an umliegende Theaterensembles vermittelte.

## Schauspielkarriere
Noch während seiner Zeit auf der privaten Münchner Schauspielschule Actors-In-Motion wurde er 2005 vom Münchner Tourtheater "Theatour" als Hauptrolle des Wolfgang Amadeus Mozart in der Produktion Amadeus nach Shaffer gecastet. Er reiste zudem im selben Jahr nach Innsbruck für die Hauptrolle des Theodor Lieblich im Mystery-Thriller Exsecratus und spielte 2006 im Kinofilm Kein Bund fürs Leben sowie 2008 eine längere Gastrolle in der Vorabendserie Gute Zeiten, schlechte Zeiten. Es folgten der Kurzfilm Soft Skills, der sowohl beim Internationalen Festival der Filmhochschulen München als auch auf dem Landshuter Kurzfilmfestival ausgezeichnet wurde, Aktenzeichen XY … ungelöst sowie die SOKO Leipzig.

## Filmografie
- 2004: Querschläger
- 2004: Die Streetworker
- 2005: Red Mountain
- 2005: Wir
- 2005: 2005
- 2005: Suffers of Eddy Grabowski
- 2006: Exsecratus[1]
- 2006: First Case Murder
- 2007: Kein Bund fürs Leben[2]
- 2007: Coming out
- 2008–2009: Gute Zeiten, schlechte Zeiten
- 2008: Soft Skills[3]
- 2009: Aktenzeichen XY … ungelöst
- 2010: Der Zauberregen[4]
- 2011: SOKO Leipzig
- 2013: Die letzte Instanz[5]
- 2015: Gute Zeiten, schlechte Zeiten
- 2018: REA[6]
- 2018: Nur ein paar Worte[7]

## Theater
- 2005: Amadeus - Theatour[8]
- 2008: Nathan, der Weise - Peter Glockner Ensemble
- 2009: Plan X - Sterben wolle alle mal – Brotfabrik / Hörsaalruine
- 2009: Der Parasit - Schlosstheater Celle
- 2010: Liliom - Schlosstheater Celle
- 2010–2011: Kitchen Stories - Schlosstheater Celle
- 2011: Sommernachtstraum - Berliner Shakespeare Ensemble
- 2013: Leben des Galilei - Schlosstheater Celle
- 2014: Harold and Maude - Schlosstheater Celle
- 2014: Die Vögel - Schlosstheater Celle
- 2015–2018:  Die Opferung des Gorge Mastromas[9] - Konzertdirektion Landgraf
- 2016: Die Opferung des Gorge Mastromas - Ernst-Deutsch-Theater
- 2016–2019:  Terror[10] - Konzertdirektion Landgraf
- 2017: Martin Luther & Thomas Münzer oder die Einführung der Buchhaltung - Konzertdirektion Landgraf
- 2018: Terror - Theater-im-Rathaus
- 2018–2021: Hexenjagd[11] - Konzertdirektion Landgraf
- 2019–2022: Aus dem Nichts[12] - Konzertdirektion Landgraf
- 2020–2024: Gott[13] - Konzertdirektion Landgraf